# Towards Silence
Towards Silence is een muziekalbum van de Zwitserse violist Paul Giger, begeleid door/samenspelend met Marie-Louise Dähler. Giger levert een typisch ECM-album af, waarop diverse muziekstromingen door elkaar heen lopen. Dat het album geleverd wordt in de ECM New Series is een indicatie dat er sprake is van moderne klassieke muziek, maar op sommige tracks wordt ook geïmproviseerd. Dat maakt een echte muzikale indeling onmogelijk. Met die album probeert Giger een verschil duidelijk te maken tussen de "volle" muziek van Bach en de "lege muziek" van de moderne tijd. Met volle muziek wordt hier bedoeld de eindeloos doorstromende muziek, waarbij viool en klavecimbel als met een elastiek aan elkaar verbonden zijn in een eeuwig durende samenzang/tweestrijd. In de lege muziek heeft de stilte, maar ook de daartegenoverstaande soms heftige dynamiek steeds meer invloed. Zowel de viool als het klavecimbel worden op sommige momenten zo bespeeld, dat je niet meer kan horen dat het om die instrumenten gaat; vooral het klavecimbel komt in een aantal composities zeer agressief naar voren. Het album is opgenomen in Prostei Sankt Gerold.

## Musici
- Paul Giger –viool en violino d'amore;
- Marie-Louise Dähler – klavecimbel.

## Composities
1. From silence to silence (dat begint met een van de laagste tonen van de klavecimbel);
2. Johann Sebastian Bach: Aria uit de Goldberg Variaties BWV 988;
3. Cemb a quattro, waarbij er sprake is van een soort prepared klavecimbel in de stijl van John Cage; Giger hamert tijdens het spel van Dähler op snaren van de klavecimbel;
4. Halfwhole
5. Bach: Vivace uit de sonate V voor viool en klavecimbel BWV 1018 met een geïmproviseerd naspel
6. Dorian Horizon
7. Bach: Allegro uit de sonate V BWV 1018;
8. Vertical
9. Gliss a uno
10. Bach: Adagio uit de sonate V BWV 1018 ; voorafgegaan door een geïmproviseerd voorspel;
11. Bells; het klavecimbel klinkt als een klokwerk;
12. Bombay II, een indruk uit de Aziatische tijd van Giger; en swingt als mantramuziek;
13. Bach: Largo uit de sonate V BWV 1018